# Sandrine Delerce

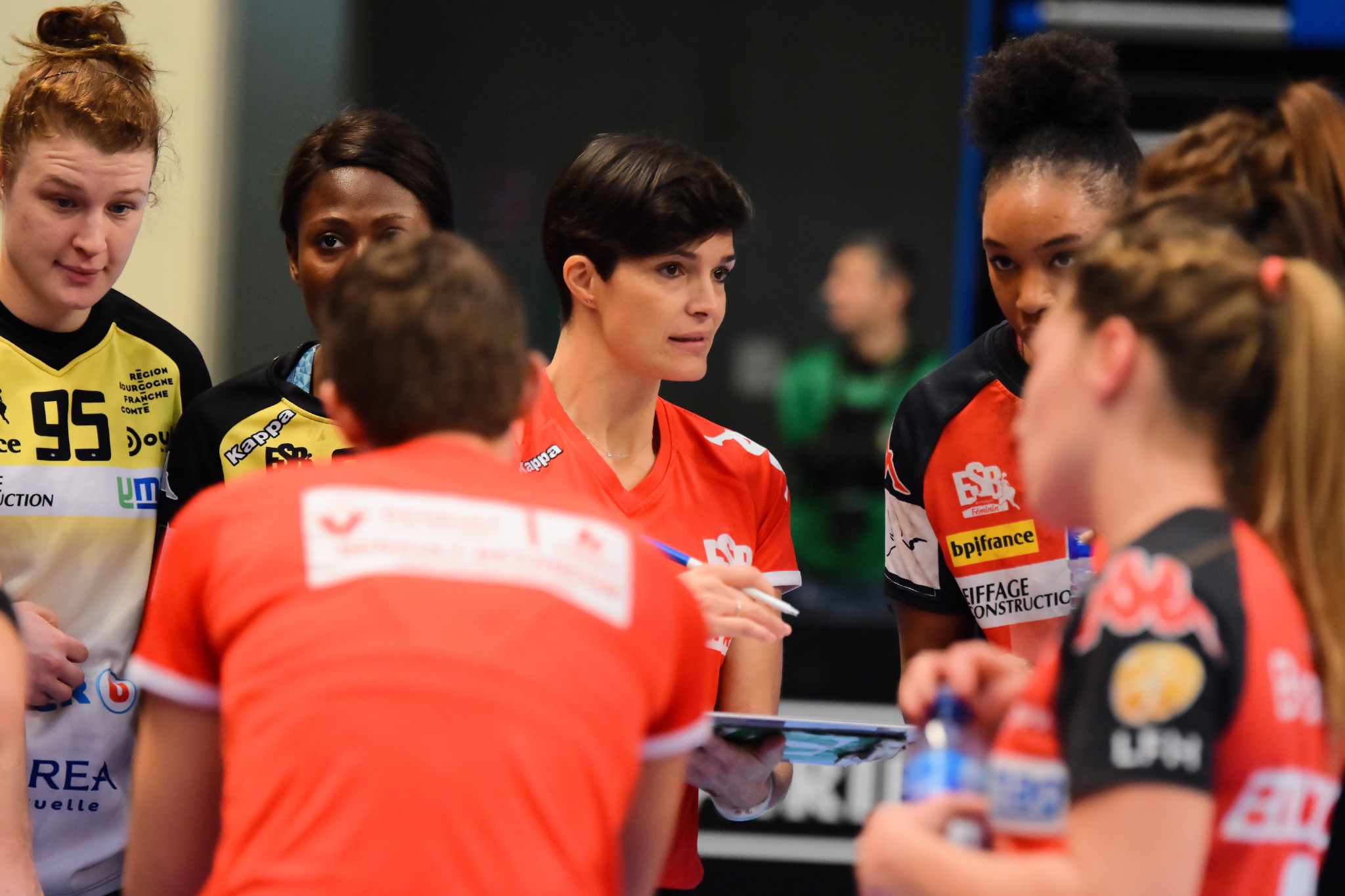
Rencontre de championnat entre Issy Paris Hand et ES Besançon.A Issy Les Moulineaux, le 10 janvier 2018.

Sandrine Delerce, née Sandrine Mariot le 26 avril 1975 à Besançon, est une ancienne joueuse de handball française, évoluant au poste de demi-centre. Elle est, de 2015 à 2021, entraîneur adjoint de l'ES Besançon aux côtés de son ancienne coéquipière en club et en équipe nationale, Raphaëlle Tervel. Elle fut également enseignante, notamment au collège Diderot de Planoise durant une dizaine d’années,.
À partir de la saison 2024-2025, elle devient l'entraîneur adjoint du Brest Bretagne Handball, une nouvelle fois aux côtés de Raphaëlle Tervel.

## Clubs
- Entente sportive bisontine féminin : de 1985 (formée au club) à 2006 puis de 2008 à 2009
- Cercle sportif Vesoul Haute-Saône : de 2006 à 2008

## Équipe de France
- Première sélection en avril 1994 contre la  Roumanie
- 168 sélections et 381 buts en équipe de France
- Dernière sélection le 28 août 2004 contre l' Ukraine aux JO 2004

## Palmarès

### Club
compétitions internationales
- vainqueur de la coupe d'Europe des vainqueurs de coupes en 2003 (avec l'ES Besançon)

compétitions nationales
- championne de France en 1998, 2001 et 2003 (avec l'ES Besançon)
- vainqueur de la coupe de France en 2001, 2002 et 2003 (avec l'ES Besançon)
- vainqueur de la coupe de la Ligue en 2003 et 2004 (avec l'ES Besançon)

### Équipe de France
- Médaille d'or au Championnat du monde 2003
- Médaille d'argent au Championne du monde 1999
- Médaille de bronze au championnat d'Europe 2002
- 4e place aux Jeux olympiques de 2004 à Athènes
- 6e place aux Jeux olympiques de 2000 à Sydney